# Вихар, Бела
Бела Вихар (часто транскрибируется как Вигар, венг. Vihar Béla, урождённый Вайс, Weisz; 23 мая 1908, Хайдунанаш — 24 ноября 1978, Будапешт) — венгерский поэт, писатель, журналист, преподаватель и отец профессорa Юдит Вихар.

## Биография
Бела Вихар родился в городе Хайдунанаш; его родители погибли в Холокосте. Женился на Магде Виддер, дочери художника Феликса Бодога Виддера.
Стихи поэта публиковались с 1921 года. Подвергался обыскам как член Венгерской социалистической рабочей партии.

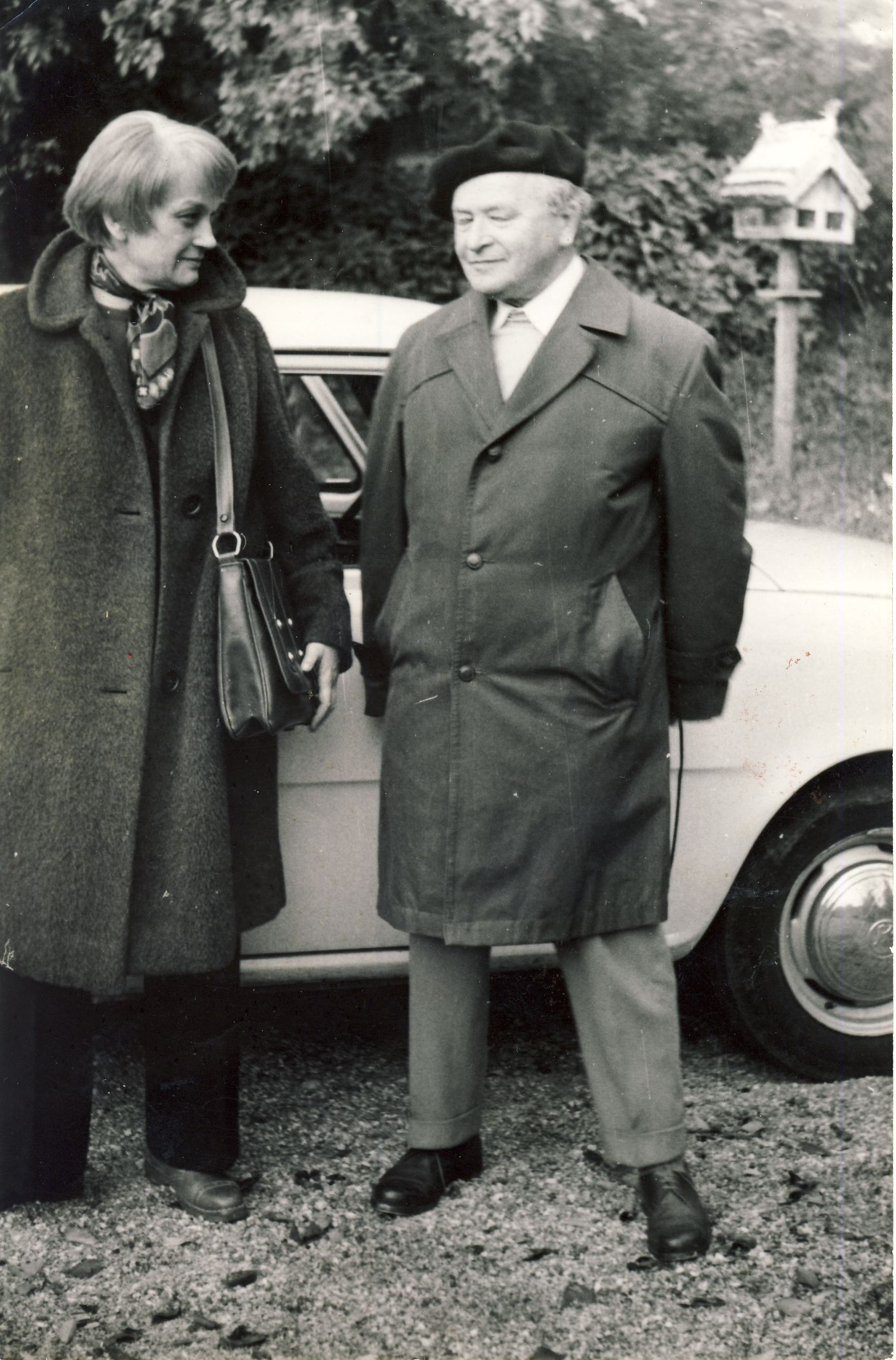
Бела Вихар с поэтессой Агнеш Немеш Надь

Во время Второй мировой войны он пытался спасти своих собратьев, изготавливая поддельные документы. В 1942 году его отправили отбывать трудовую повинность на территории Украины, и на основе этого опыта в 1963 году он написал стихотворение «Солдат идет по снегу» (Egy katona megy a hóban), которое стало известно во всем мире, в том числе благодаря Имре Шинковичу.
Впервые в мире публиковал собрание документов о Холокосте в книге «Желтая книга, факты о военных страданиях венгерского еврейства», первое издание которого вышло в 1945 году в Сан-Паулу.
С 1945 по 1948 год он был директором школы, а затем с 1949 по 1954 год — референтом по вопросам этнической культуры в Министерстве национального образования. Затем некоторое время ему пришлось зарабатывать на жизнь продажей книг. С 1956 по 1959 год он был редактором стиля журнала «Műterem», а затем в течение следующих десяти лет — «Élet és Tudomány».
Первый сборник поэта-авангардиста, начавшего свою карьеру в 1920-х годах, вышел в 1933 году под названием Út önmagadtól («Путь от себя»), но настоящий успех его поэзии пришелся на 1958 год, когда был опубликован том «Рождение любви». С тех пор его книги публиковались каждые два-три года вплоть до его смерти в 1978 году

Его стихи были переводились и издавались на английском, болгарском, чешском, словацком, хорватском, русском, немецком, французском, итальянском, румынском, испанском языках и иврите.

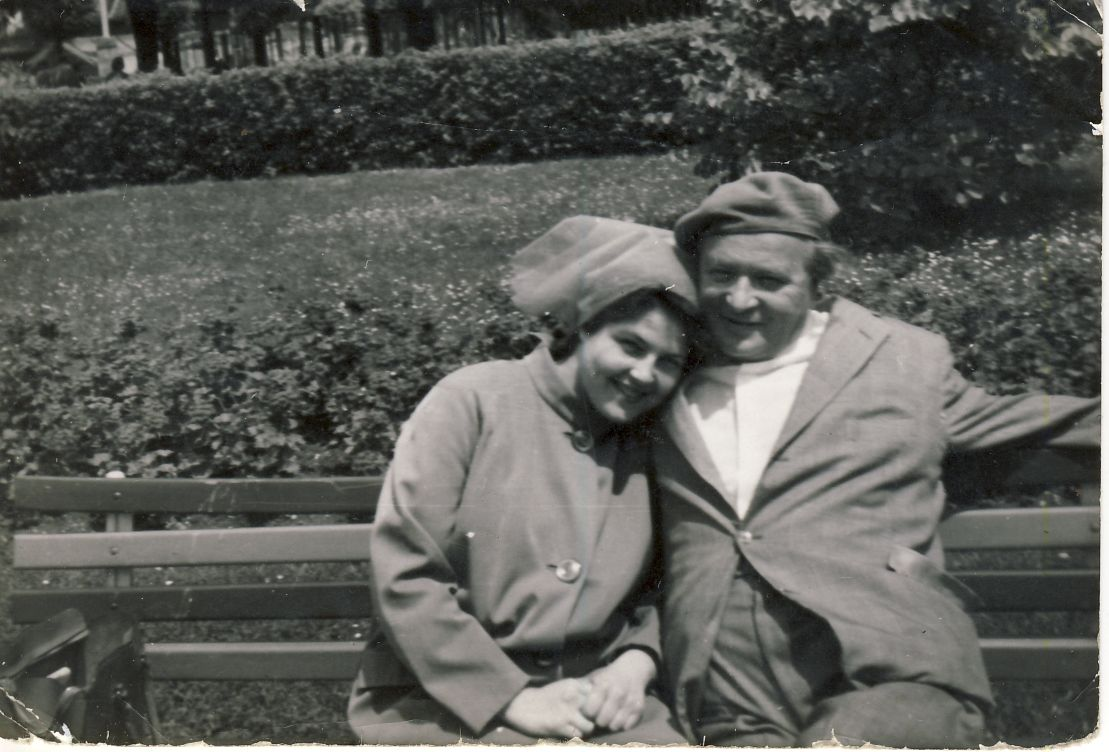
Бела Вихар с дочерью Юдит (1965)

## Награды и премии
- Премия имени Имре Мадачa (1965);
- Премия имени Аттилы Йожефа (1966).